# 파라파라파라다이스
《파라파라파라다이스》(ParaParaParadise, 일본어: パラパラパラダイス)는 2000년에 코나미에서 발매한 음악 게임으로, 일본에서 유행했었던 춤인 파라파라 댄스를 테마로 한 게임이다. 비마니 시리즈 가운데 하나이다. 수록곡은 에이벡스의 유로비트 컴필레이션 음반인 슈퍼 유로비트 시리즈의 음악이나, 비마니 시리즈의 음악을 유로비트로 리믹스한 곡이 사용되었다.

## 기체 구성
파라파라 파라다이스의 기체는 스테이지와 CRT 모니터로 구성되어 있다. 스테이지 위에는 센서가 5개 부착되어 있는데, 모니터에 표시되는 화살표 방향대로 손을 움직이면 센서가 움직임을 감지한다. 또한 v1.1 이후의 버전에서는 2대 이상의 기기를 통신으로 연결하여 동시에 플레이 할 수도 있다.
대한민국에만 발매된 로컬라이징 버전인 '파라파라 댄싱'에는 8개의 센서가 탑재되어 있는데, 일본판과는 다르게 플레이 옵션에서 '각도'를 선택할 수 있다. 90도 단위로 각도조정이 되기 때문에 화면을 옆에 두고 플레이하거나 화면을 등지고 뒤돌아 플레이하는 것도 가능하다.
사진과 같은 세팅은 'DVD 어시스트킷'이 옵션 탑재된 경우로, 게임 엔진과 연동되는 또 하나의 화면에서 에이벡스 소속 댄서들의 동영상을 함께 보여준다. 이 영상은 PS2 판에 전량 수록되었으며 한국에도 한때 1.1 버전 로케이션테스트 때 잠시 적용된 적이 있으나 그 이후에는 적용된 곳은 없다고 한다.
현재 대한민국 내에 유일하게 남아있던 대학로의 파라파라 댄싱이 사라지면서, 대한민국 내에서는 파라파라 파라다이스가 전멸하게 되었다.

## 게임 방법
게임 모드는 파라파라 댄스 안무 그대로 춤을 추는 파라파라 모드와 오리지널 채보에 맞춰서 몸을 움직이는 프리스타일 모드로 나뉜다. 파라파라 모드는 스테이지마다 곡을 고를 수 있는 노멀 모드, 3곡을 미리 고른 후 연속으로 플레이하는 논스톱 모드가 있으며 2ndMIX에는 파라파라 동작을 배울 수 있는 모드인 파라강 모드가 있으며, 화면에 채보와 더불어 3D 캐릭터가 등장하여 파라파라 댄스를 춘다.

## 발매된 버전

### 아케이드용
- ParaParaParadise : 에이벡스에서 발매된 파라파라 댄스 비디오 《파라파라스타디움》에 수록된 곡들이 수록되었다.
- ParaParaParadise 1stMIXPLUS : 에이벡스에서 발매된 파라파라 댄스 비디오 《파라파라파라다이스》, 《파라파라파라다이스 2》에 수록된 곡들이 수록되었다.
- ParaParaParadise 2ndMIX : 에이벡스에서 발매된 파라파라 댄스 비디오 《파라파라파라다이스 2》에 수록된 곡들이 수록되었다. 기판이 Viper에서 Firebeat로 교체되었다.
- ParaParaDancing : ParaParaParadise v1.1의 대한민국 정식 발매 버전으로, 일본어 보컬 곡과 일본과 관련된 가사가 들어간 곡이 삭제되거나 한국어로 번안되었으며 대한민국 가요의 유로비트 리메이크 버전이 수록되었다. 이 곡들에는 파라파라 안무가 없으며, 프리스타일 모드에서만 선택할 수 있다. 8방향 센서는 이 버전에만 탑재됐다.

### 플레이스테이션 2용
- ParaParaParadise : 1stMIXPLUS까지의 모든 곡이 수록되었다. 실사 파라파라 동영상을 배경 화면에 표시할 수 있다.